# Henninger Turm
De Henninger Turm (Henninger Toren) was een graansilo in de Duitse stad Frankfurt am Main. In 2017 opende op de plaats van de oude silo een moderne woontoren met dezelfde naam.

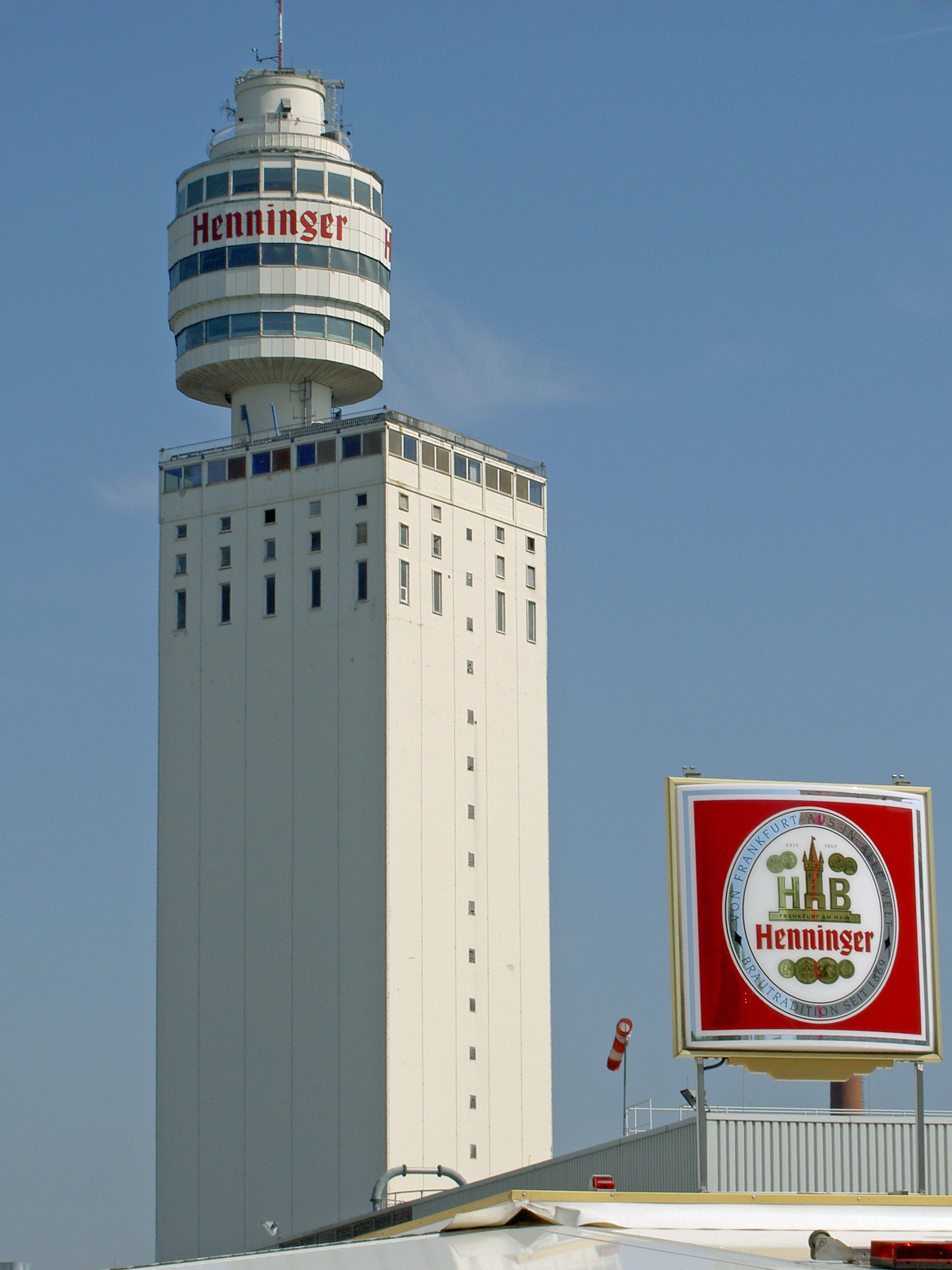
Oude Henninger Turm

## Henninger bierbrouwerij
De 120 meter hoge silo werd ontworpen door Karl Lieser en tussen 1959 en 1961 door de Henninger bierbrouwerij gebouwd in het stadsdeel Frankfurt-Sachsenhausen. de Henninger brouwerij is tegenwoordig onderdeel van Binding-Brauerei/Radeberger Gruppe. Het gebouw van gewapend beton werd geopend op 18 mei 1961 en had een opslagcapaciteit van 16.000 ton gerst. Tot 1974 was dit het hoogste gebouw van Frankfurt. Tot de sloop in 2013 was het de hoogste opslagsilo ter wereld. Boven op het gebouw stond een opbouw in de vorm van een biervat, waarin een panoramaplatform en een draaiend restaurant waren gesitueerd. In 2002 werd de toren gesloten voor publiek. In november 2012 werd bekendgemaakt dat de toren gesloopt zou worden. In januari 2013 werd hiermee gestart en eind 2013 werden de werkzaamheden afgerond.

## Nieuwe Henninger Turm
Op dezelfde plek werd in 2014 begonnen met de bouw van een 140 meter hoge woontoren, waarvan het ontwerp op de oude toren is geïnspireerd. Architect is Meixner Schlüter Wendt. De nieuwe toren herbergt 207 luxe appartementen en werd in de zomer van 2017 opgeleverd. Vanaf september 2018 is het gebouw volledig in gebruik.

## Sport
De wielerwedstrijd Rund um den Henninger-Turm (tegenwoordig Eschborn-Frankfurt) is naar de oude toren genoemd.